# Unleashed (Ten Foot Pole)
Unleashed è il terzo album studio del gruppo pop punk statunitense Ten Foot Pole, pubblicato l'11 marzo 1997 su Epitaph Records.

## Tracce
1. Fiction – 2:07
2. John – 2:25
3. It's Not Me – 1:35
4. Denial – 2:27
5. What You Want – 3:35
6. Daddy – 2:22
7. Damage – 2:32
8. Too Late – 2:58
9. Excuses – 1:37
10. Pride and Shame – 2:14
11. Regret – 2:38
12. Hey Pete – 3:04
13. A.D.D. – 3:02

## Formazione[2]
- Dennis Jagard - chitarra, voce
- Steve Kravac - chitarra
- Peter - basso, voce d'accompagnamento
- Tony Palermo - batteria, percussioni